# Esperanto Island
Esperanto Island är en ö i Antarktis. Den ingår i ögruppen Sydshetlandsöarna strax norr om Antarktiska halvön. Argentina, Chile och Storbritannien gör anspråk på området. Arean är 0,56 kvadratkilometer.